# Championnat de Belgique de football de deuxième division 1919-1920
Navigation
saison précédente saison suivante
Cette page présente la sixième édition du championnat  Promotion (D2) belge.
La Première Guerre mondiale avait provoqué misère et désolation. Au sortir du cauchemar sanglant qui avait duré quatre longues années, l'Europe panse ses plaies. Le temps est à la reconstruction. Cette guerre, tout le monde en est convaincu, serait la dernière, la "Der des Der". Au fil des mois suivant l'Armistice, les pensées se font, enfin, positives et optimisites. Avec le temps, un esprit nouveau s'installe.
À l'automne 1919, l'UBSFA estime, comme beaucoup de ses homologues, que les compétitions peuvent reprendre mais que le temps doit être laissé aux clubs pour se réorganiser après quatre ans de quasi totale inactivité. Certains stades avaient été endommagés ou transformés selon les besoins mais surtout la totalité des clubs avaient perdus des dirigeants, des joueurs, des amis…
Les séries sont recomposées comme elles l'étaient à la suite des résultats entérinés en juin 1914.
C'est pour cela qu'il est décidé que les championnats 1919-1920 seraient "gelés", c'est-à-dire qu'ils ne donneraient lieu ni à une promotion, ni à une relégation. Le Tilleur FC fête le premier titre de son Histoire. Un autre cercle liégeois, le Standard CL est vice-champion. Aucun des deux ne monte en Division d'Honneur dont aucun club ne descend.
À l'autre bout du classement, le Stade louvaniste et l'AEC Mons se classent aux deux dernières places, mais bénéficient donc d'un sursis. Promus de 1914, les Montois ne parviennent pas à gagner un seul match pour leur première saison en nationale. Cela aurait sans doute été différent si la saison 1914-1915 avait pu se dérouler. Ceci explique, et justifie, la décision de "geler" les séries pour la saison de reprise.
- Le nom des clubs est celui employé à l'époque

## Clubs participants
Douze clubs prennent part à cette édition, soit le même nombre que lors de la saison précédente.
| #  | Nom                          | Mat. | Ville      | Terrain                       | En D2 depuis (série) | Total en D2 |
| -- | ---------------------------- | ---- | ---------- | ----------------------------- | -------------------- | ----------- |
| 1  | Léopold Club de Bruxelles    | 5    | Uccle      | Parc Brugmann                 | 1919-1920 (1re)      | 2 saisons   |
| 2  | Standard Club liégeois       | 16   | Sclessin   | stade de Sclessin             | 1919-1920 (1re)      | 1 saison    |
| 3  | Sporting Club Courtraisien   | 19   | Courtrai   | ??                            | 1911-1912 (4e)       | 4 saisons   |
| 4  | Football Club Liègois        | 4    | Angleur    | Renory                        | 1913-1914 (2e)       | 4 saisons   |
| 5  | Stade louvaniste             | 18   | Louvain    |                               | 1909-1910 (6e)       | 6 saisons   |
| 6  | Tilleur Football Club        | 21   | Ougrée     | site du Bois d'Avroy          | 1909-1910 (6e)       | 6 saisons   |
| 7  | Football Club Malinois       | 25   | Malines    | Achter de Kazerne             | 1909-1910 (6e)       | 6 saisons   |
| 8  | Football club Bressoux       | 23   | Bressoux   | ??                            | 1911-1912 (4e)       | 4 saisons   |
| 9  | Sporting Club Anderlechtois  | 35   | Anderlecht | De Scheut                     | 1913-1914 (2e)       | 2 saisons   |
| 10 | Lyra Turn en Sportvereniging | 52   | Lierre     | Lyrastadion, Mechelsesteenweg | 1913-1914 (2e)       | 2 saisons   |
| 11 | Berchem Sport                | 28   | Berchem    | Grote Steenweg                | 1919-1920 (1re)      | 2 saisons   |
| 12 | Albert Elisabeth Club Mons   | 44   | Mons       | ??                            | 1919-1920 (1re)      | 1 saison    |

| \| Liège · Standard CL · FC Bressoux · FC Liégeois · Tilleur FC Berchem Sport Lyra FC Malinois Courtrai Sports SC Anderlechtois Léopold CB St. Louvaniste Liège AEC Mons \| Localisation des clubs engagés en « Promotion 1919-1920 » |
| Liège · Standard CL · FC Bressoux · FC Liégeois · Tilleur FC Berchem Sport Lyra FC Malinois Courtrai Sports SC Anderlechtois Léopold CB St. Louvaniste Liège AEC Mons                                                                 |

### Localisation des clubs liégeois
Les 4 cercles bruxellois sont :
(8) Standard CL
(16) FC Bressoux
FC Liégeois
Tilleur FC

## Classement
- Le nom des clubs est celui employé à l'époque

Légende
- Champion
- 2e montant
- Barrages de maintien
- Relégation vers les séries inférieures

Abréviations
 : Relégué de Division d'Honneur 1913-1914

 : Promus des séries inférieures depuis la saison précédente (1913-1914)
| Rang | Équipe           | Pts | J  | G  | N | P  | Bp | Bc | Diff |
| ---- | ---------------- | --- | -- | -- | - | -- | -- | -- | ---- |
| 1    | TILLEUR FC       | 34  | 22 | 15 | 4 | 3  | 61 | 18 | +43  |
| 2    | Standard CL      | 28  | 22 | 10 | 6 | 6  | 54 | 28 | +26  |
| 3    | SC Anderlechtois | 26  | 22 | 10 | 6 | 6  | 42 | 26 | +16  |
| 4    | TSV Lyra         | 26  | 22 | 10 | 6 | 6  | 33 | 30 | +3   |
| 5    | FC Liègeois      | 26  | 22 | 10 | 6 | 6  | 35 | 33 | +2   |
| 6    | Berchem Sport    | 24  | 22 | 10 | 4 | 8  | 32 | 28 | +4   |
| 7    | FC Malinois      | 23  | 22 | 9  | 5 | 8  | 31 | 35 | -4   |
| 8    | FC Bressoux      | 21  | 22 | 9  | 3 | 10 | 39 | 38 | +1   |
| 9    | Courtrai Sports  | 18  | 22 | 8  | 2 | 12 | 35 | 64 | -29  |
| 10   | Léopold CB       | 17  | 22 | 7  | 3 | 12 | 49 | 51 | -2   |
| 11   | Stade louvaniste | 17  | 22 | 6  | 5 | 11 | 27 | 33 | -6   |
| 12   | AEC Mons         | 4   | 22 | 0  | 4 | 18 | 19 | 73 | -54  |

## Déroulement de la saison

### Première officielle entre… futurs grands
C'est lors de cette saison 1919-1920 de Promotion qu'ont lieu les deux premières rencontres officielles entre deux futurs grands clubs de l'Histoire du football belge.
Encore relativement anonymes à cette époque, le SC Anderlechtois (venu des séries régionales en fin de saison 1912-1913) et le Standard CL (relégué de Division d'Honneur à la fin de la saison 1913-1914) se rencontrent pour la première fois en compétition officielle.
Bilan chiffré de cette première:
| Dates      | Équipe 1         | Équipe 2         | Résultats |
| ---------- | ---------------- | ---------------- | --------- |
| 19/10/1919 | Standard CL      | SC Anderlechtois | 2-2       |
| 04/01/1920 | SC Anderlechtois | Standard CL      | 1-0       |

### Résultats des rencontres
Avec douze clubs engagés, 134 matches sont au programme de la saison.
| Résultats (▼dom., ►ext.)                                   | AND | BER | BRE | COU  | LEO  | LIE | LOU | LYR | FCM | MON | STA | TIL |
| SC Anderechtois                                            |     | 1-1 | 1-0 | 14-0 | 2-1  | 0-0 | 0-0 | 0-2 | 3-1 | 3-0 | 1-0 | 1-1 |
| Berchem Sport                                              | 1-1 |     | 1-2 | 2-0  | 3-1  | 3-0 | 2-0 | 1-0 | 1-2 | 5-1 | 0-1 | 0-2 |
| FC Bressoux                                                | 1-2 | 4-1 |     | 5-1  | 3-0  | 2-2 | 1-0 | 2-3 | 2-1 | 2-1 | 2-2 | 0-1 |
| SC Courtraisien                                            | 0-1 | 1-1 | 4-1 |      | 2-1  | 1-0 | 1-1 | 1-3 | 3-1 | 4-0 | 1-2 | 2-1 |
| Léopold CB                                                 | 5-1 | 2-3 | 6-1 | 4-2  |      | 3-4 | 1-1 | 2-3 | 2-2 | 4-0 | 4-1 | 0-2 |
| FC Liégeois                                                | 1-0 | 2-1 | 2-1 | 5-1  | 2-2  |     | 2-1 | 2-2 | 1-0 | 2-1 | 0-0 | 1-1 |
| Stade Louvaniste                                           | 4-0 | 0-1 | 1-0 | 4-3  | 2-0  | 1-2 |     | 3-1 | 1-3 | 3-2 | 2-2 | 0-1 |
| TSV Lyra                                                   | 0-1 | 1-0 | 2-1 | 2-1  | 2-1  | 3-1 | 3-0 |     | 0-0 | 1-1 | 0-4 | 0-2 |
| FC Malinois                                                | 1-0 | 1-1 | 2-1 | 0-3  | 2-5  | 3-0 | 3-0 | 1-1 |     | 1-1 | 1-0 | 2-0 |
| AEC Mons                                                   | 2-7 | 0-3 | 1-2 | 0-1  | 1-4  | 2-4 | 1-1 | 2-2 | 1-3 |     | 0-3 | 1-3 |
| Standard CL                                                | 2-2 | 0-1 | 2-4 | 3-1  | 10-1 | 2-1 | 2-1 | 3-1 | 5-0 | 8-1 |     | 2-1 |
| Tilleur FC                                                 | 3-1 | 6-0 | 2-2 | 13-2 | 2-0  | 3-1 | 2-1 | 1-1 | 4-1 | 7-0 | 3-0 |     |
| - Victoire à domicile - Match nul - Victoire à l'extérieur |     |     |     |      |      |     |     |     |     |     |     |     |

## Récapitulatif de la saison
- Champion : Tilleur FC (1er titre en D2)
- Deuxième titre de "D2" pour la Province de Liège.

| Région flamande (4)             | Région flamande (4) | Province de Brabant (3)      | Province de Brabant (3) | Région wallonne (5)    | Région wallonne (5) |
| ------------------------------- | ------------------- | ---------------------------- | ----------------------- | ---------------------- | ------------------- |
| Province d'Anvers               | 3                   | Région de Bruxelles-Capitale | 2                       | Province de Hainaut    | 1                   |
| Province de Flandre-Occidentale | 1                   | Province du Brabant flamand  | 1                       | Province de Liège      | 4                   |
| Province de Flandre-Orientale   | 0                   | Province du Brabant wallon   | 0                       | Province de Luxembourg | 0                   |
| Province de Limbourg            | 0                   |                              |                         | Province de Namur      | 0                   |

1. ↑  Au niveau footballistique, la province de Brabant est toujours unitaire malgré sa partition territoriale en 1995.

## Montée / Relégation
Les relégués de Division d'Honneur et les promus depuis les séries régionales en juin 1914 participent mais aucune promotion ou relégation n'est enregistrée en fin de saison 1919-1920.
Promu depuis les divisions inférieures: Néant

## Débuts en séries nationales et en "D2"
Un club club joue pour la première fois dans les séries nationales du football belge. Il est le 39e club différent à y apparaître et le 23e différent au 2e niveau national.
- AEC Mons - 2e club hennuyer différent en D2.

### Débuts en "D2"
Un club joue pour la première fois au 2e niveau de la hiérarchie du football belge. Il est le 23e club différent à y apparaître. (à égalité avec le nouveau venu, voir ci-dessus) portant le total à ce niveau à 24 entités.
- Standard CL  - 6eclub liégeois différent en "D2".

## Changement de nom

### Société Royale
Reconnu Société Royale, le Léopold Club de Bruxelles adapte son appellation et devient le Royal Léopold Club de Bruxelles à partir de la saison suivante.

### Fusion/Rapprochement
Durant la Guerre, bien que sa région est touchée de plein fouet par les combats, le SC Courtraisien est resté actif. Dès la fin du conflit, en 1918, ce club se rapproche et fusionne avec son voisin du FC Courtraisien. Le club ainsi formé prend le nom de Courtrai Sports.

## Divisions inférieures
À cette époque, les compétitions ne connaissent pas encore la même hiérarchie que celle qui est la leur de nos jours. C'est essentiellement après la Première Guerre mondiale que la pyramide va se constituer.
Depuis 1909-1910, sous les deux séries nationales (Division d'Honneur et Promotion), se déroulent des championnats régionaux. Les clubs sont regroupés par zones géographiques. Celles-ci ne tiennent pas toujours compte du découpage administratif des provinces, eu égard au petit nombre de clubs que connaissent certaines régions. Au fil des saisons, une hiérarchie de "Divisions" s'installe dans les différentes régions.
Des test-matches (appelés aussi barrages) sont organisés entre les vainqueurs de zones. À la fin d'un parcours, se compliquant au fil des saisons, les gagnants montent en Promotion.
Au fil des années, la montée vers la Promotion est déterminée par ces test-matches. Toutefois, un "principe d'élection" reste en vigueur pendant plusieurs saisons. Un « système de licence » bien avant l'instauration des fameux sésames actuels en quelque sorte.
Selon les régions (et selon les sources que l'on retrouve les concernant), les appellations Division 2 ou Division 3 sont courantes. Cela vient du fait que certaines séries régionales conservèrent le nom (Division 2) qu'elles portent avant la création de la  Promotion. En effet, avant cela leur vainqueurs de ces séries prenaient part au tournoi de fin de saison (appelé « Division 2 »)  par zones géographiques et alors que le tournoi final regroupant les vainqueurs de zone s'appelle « Division 1 ». Localement d'autres séries sont considérées comme « Division 3 » et en portent le nom.
Mais il est bon de savoir qu'à cette époque pour la Fédération belge, il n'y a donc que deux "divisions nationales".